# Pete Wishart

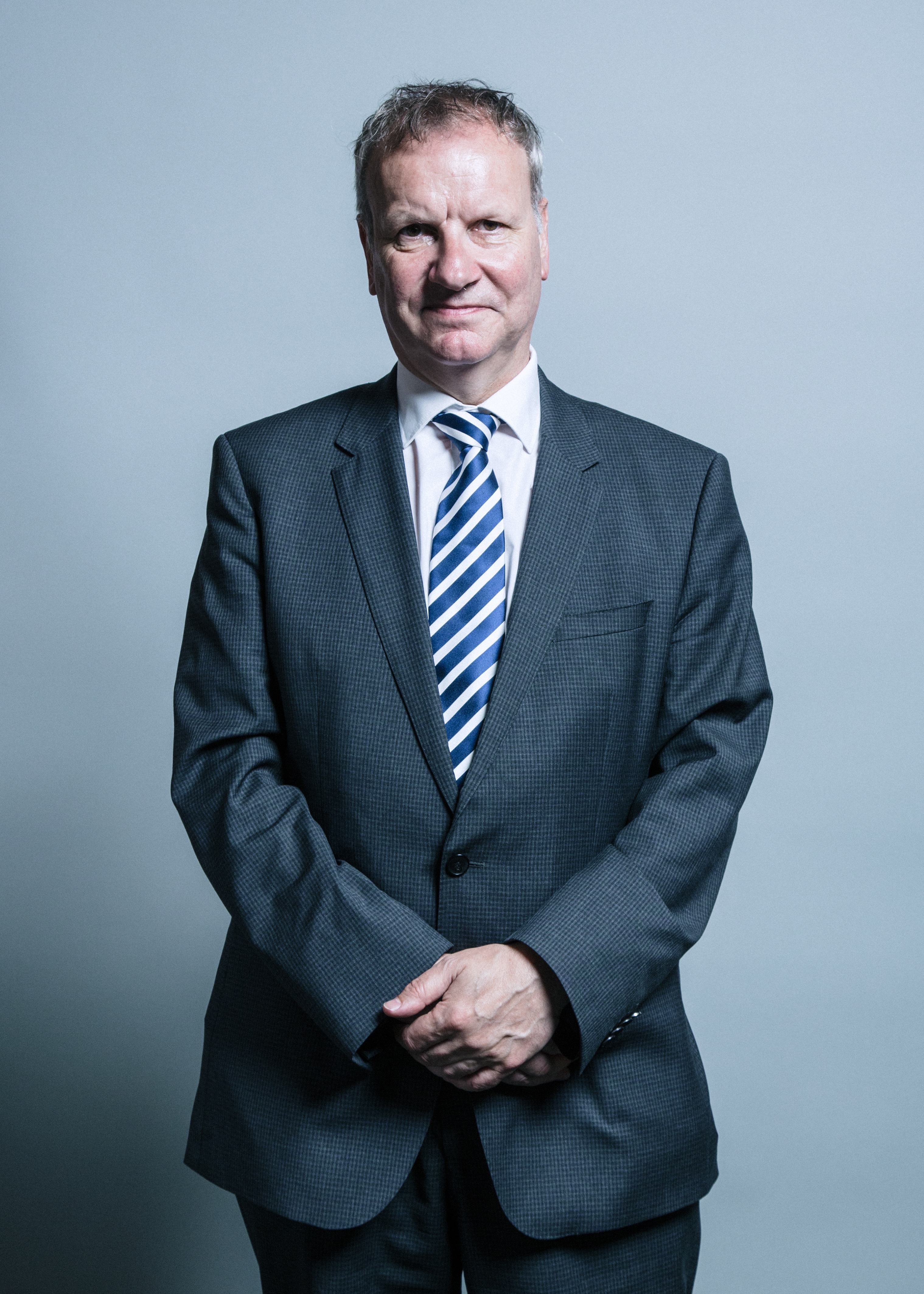
Pete Wishart, vor 2018

Peter „Pete“ Wishart (* 9. März 1962 in Dunfermline in Schottland) ist ein britischer Musiker und Politiker der Scottish National Party (SNP).

## Leben
Wishart wurde 1962 in Dunfermline geboren. Er besuchte die Queen Anne High School sowie das Moray House College in Edinburgh. Er lebt in Perth und ist Vater eines Sohnes. Der ausgebildete Sozialarbeiter Wishart betätigt sich in verschiedenen gemeinnützigen Organisationen. Des Weiteren ist er Kolumnist der Monatszeitschrift The Scots Independent.
1981 gehörte Wishart zu den Gründungsmitgliedern der Musikgruppe Big Country. Fünf Jahre später begann seine Karriere als Keyboarder der schottischen Rockband Runrig, der er bis 2001 angehörte. Insgesamt ist er auf über einer Million verkaufter Tonträger zu hören und ist der einzige britische Abgeordnete, der in der Musikshow Top of the Pops aufgetreten ist. Derzeit ist er Mitglied der Rockband MP4, die von britischen Parlamentsabgeordneten gebildet wurde und Gelder für wohltätige Zwecke sammelt.

## Politischer Werdegang
Nachdem Wisharts Parteikollege John Swinney zu den Unterhauswahlen 2001 nicht mehr antrat, da er 1999 einen Sitz im neugeschaffenen schottischen Parlament gewonnen hatte, schickte die SNP Wishart als Nachfolger ins Rennen. Wishart errang das Mandat des Wahlkreises North Tayside vor dem Konservativen Murdo Fraser und dem Labour-Kandidaten Thomas Docherty. Bis 2007 war Wishart Whip der SNP-Fraktion.
Nachdem der Wahlkreis North Tayside im Zuge der Wahlkreisreform 2005 zum Ende der Wahlperiode aufgelöst worden war, bewarb sich Wishart um das Mandat des neugeschaffenen Wahlkreises Perth and North Perthshire, in dem Teile des ehemaligen Wahlkreises aufgegangen waren. Er gewann das Mandat bei den Wahlen 2005 knapp und verteidigte es bei den Wahlen 2010 und 2015. Mit einer Differenz von nur 21 Stimmen behauptete Wishart bei den vorgezogenen Unterhauswahlen 2017 sein Mandat vor dem konservativen Herausforderer Ian Duncan.